# Canton (Missisipi)
Canton – miasto w Stanach Zjednoczonych, w stanie Missisipi, siedziba administracyjna hrabstwa Madison.